# Montenach
Montenach (lothringisch Montléch) ist eine französische Gemeinde mit 487 Einwohnern (Stand 1. Januar 2022) im Département Moselle in der Region Grand Est (bis 2015 Lothringen). Sie gehört zum Arrondissement Thionville.

## Geografie
Die Gemeinde Montenach liegt etwa 17 km nordöstlich von Thionville, nahe dem Dreiländereck Luxemburg-Frankreich-Deutschland. Montenach liegt in einem Seitental der Mosel, das vom Ruisseau de Montenach durchflossen wird. Zu Montenach gehört auch das südlich gelegene Dorf Kaltweiller (Kaltweiler). Am Bissenbach entstand 1994 ein 107 ha großes Naturschutzgebiet.

## Geschichte
Durch die Bestimmungen im Friede von Vincennes kam Sierck "mit seinen dreißig Dörfern" (dabei auch Montenach) 1661 zu Frankreich, war von 1811 bis 1820 Teil der Gemeinde Sierck und von 1871 bis 1918 deutsch.
Das Flechtwerk im Gemeindewappen ist das Symbol der Familie Braubach, den früheren Herren des Ortes. Die drei Muscheln erinnern an die Zugehörigkeit Montenachs zur Propstei Sierck.

### Bevölkerungsentwicklung
| Jahr      | 1962 | 1968 | 1975 | 1982 | 1990 | 1999 | 2007 | 2019 |
| Einwohner | 344  | 354  | 339  | 318  | 369  | 410  | 444  | 465  |

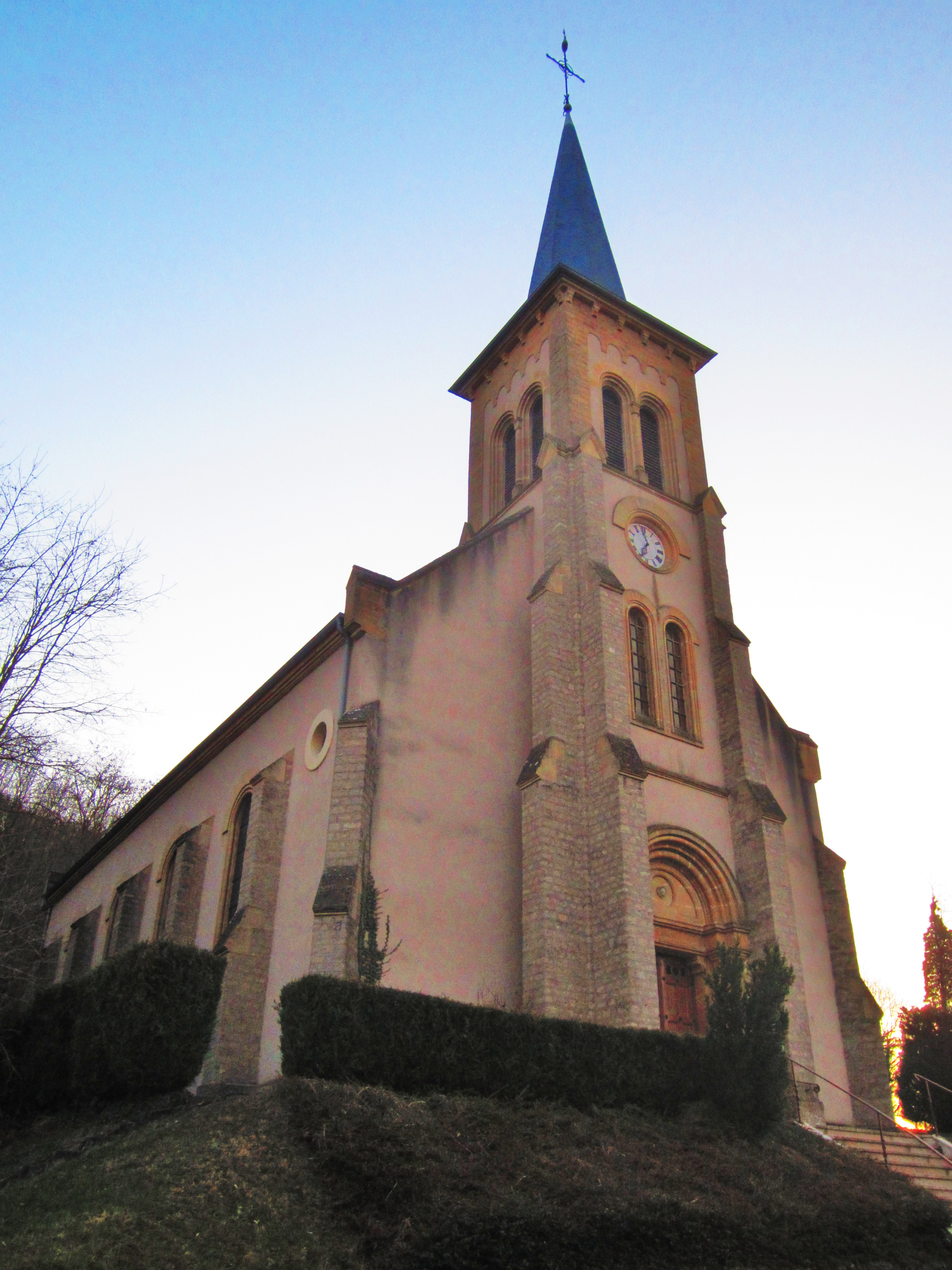
Kirche Saint-Cyriaque
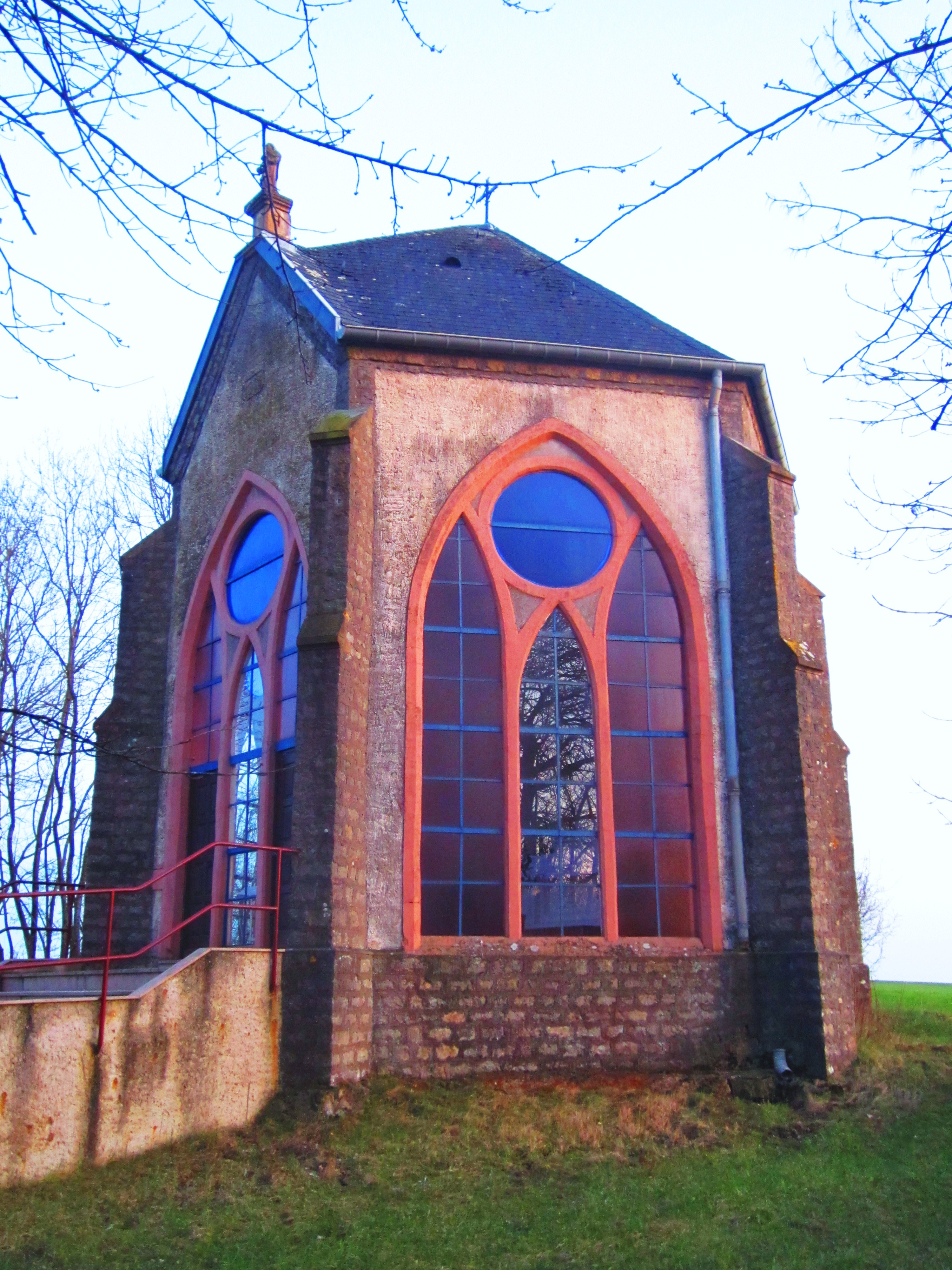
Kapelle der Heiligen Vierzehn Nothelfer
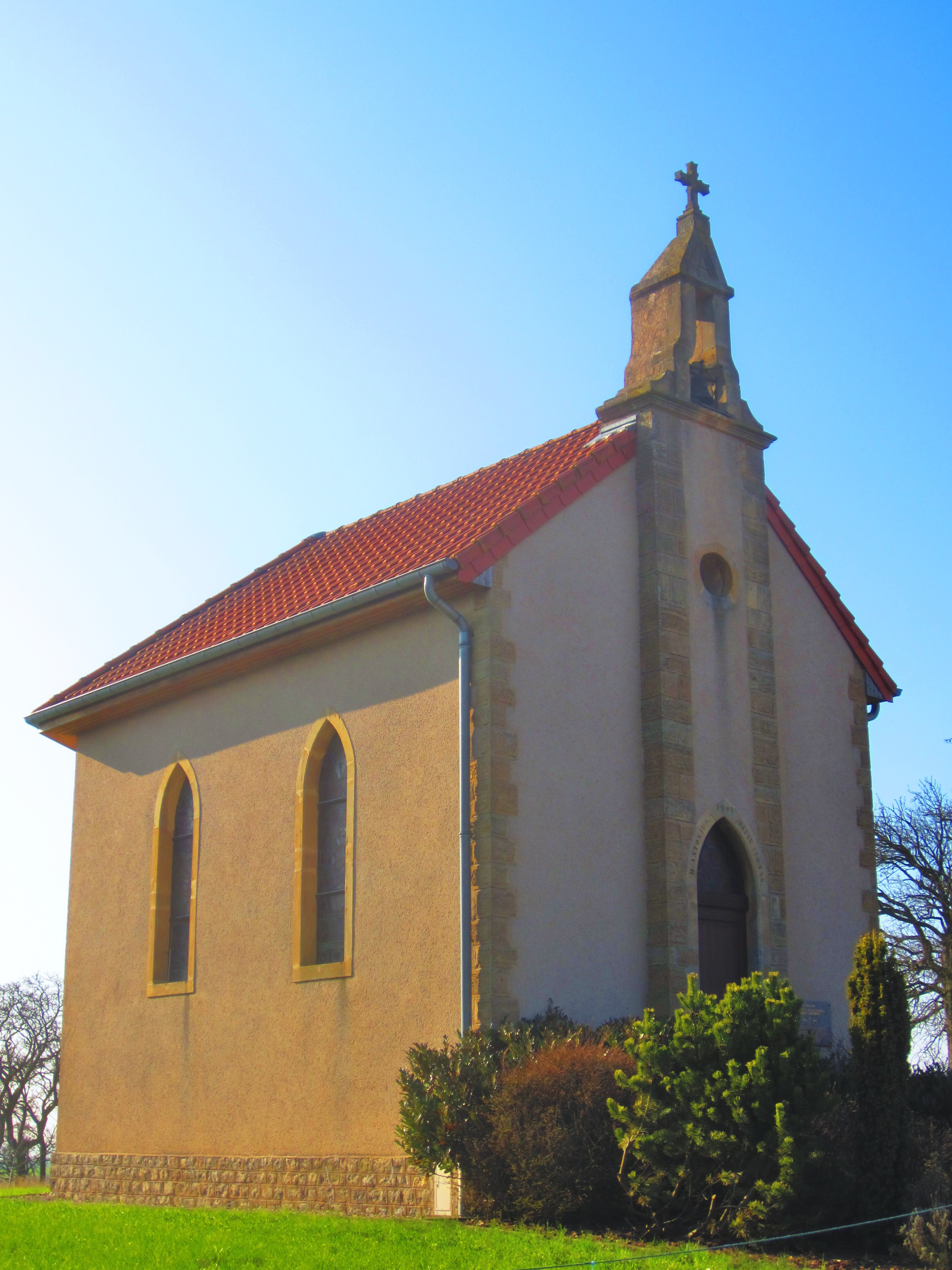
Kapelle Saint-Antoine-de-Padoue in Kaltweiller

## Belege
1. ↑  Wappenbeschreibung auf genealogie-lorraine.fr (französisch)